# Schwalb (Wörnitz)
Die Schwalb, auch Schwalbach genannt, ist ein über 14 km langer Bach im bayerischen Landkreis Donau-Ries, der flussabwärts von Bühl im Ries schon auf dem Gebiet der Stadt Harburg (Schwaben) von links und Osten in die untere Wörnitz mündet. Die sogenannte Schwalbquelle, eine wasserreiche Karstquelle nördlich von Gosheim, speist den Bach erst am Mittellauf. Das Gewässer gilt auch als Namensgeber für eine während der frühmittelalterlichen fränkischen Ost-Expansion entstandene Grafschaft, dem Sualafeldgau.

## Name
Das Gewässer wird 793 als super fluvio Suualauua erstmals urkundlich erwähnt. Der Name steht wohl in Zusammenhang mit dem germanischen Verb *swell-a- für „schwellen“.

## Geografie

### Oberlauf

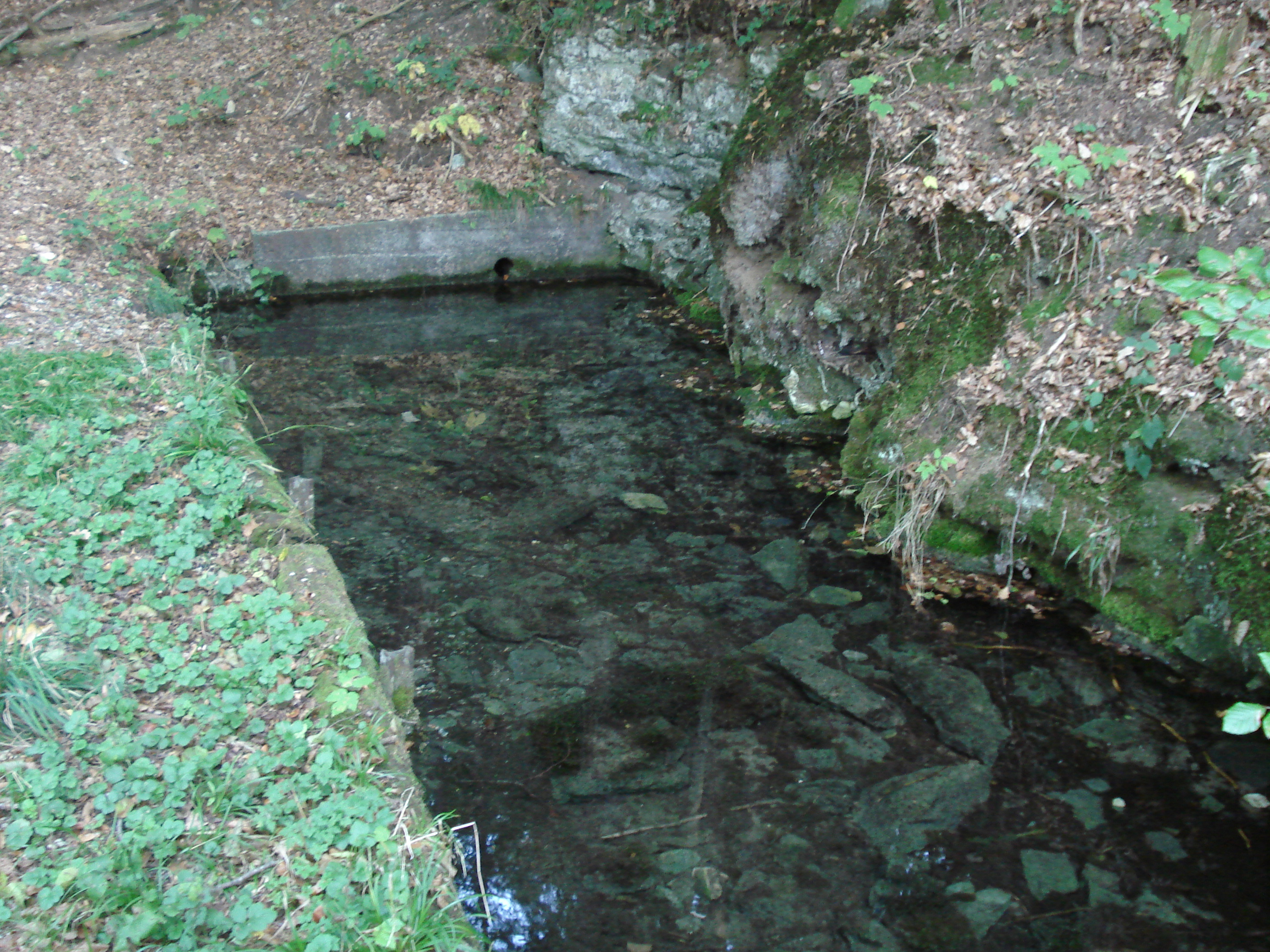
Die Schwalbquelle an der Mittelmühle

Der oberste Lauf der Schwalb beginnt weniger als einen Kilometer südöstlich des Fünfstettener Kirchdorfes Heidmersbrunn in einem kleinen, von einem Feld umschlossenen Wäldchen auf etwas über 515 m ü. NHN. Von hier fließt der junge Bach in alles in allem südwestlicher Richtung durch die Flur  bis etwa zum Schwalbenberg nördlich von Fünfstetten, nach dessen Passage er sich westwärts wendet und bald die Kreisstraße DON 20 unterquert. An der Oberen und Unteren Beutmühle vorbeilaufend, erreicht er neben dem schon dazugehörenden Hühnerberg in inzwischen eingetieftem Tal ein größeres Waldgebiet am Ostrand des Rieses, in dem er aufs Gebiet der Gemeinde Huisheim wechselt.

### Schwalbquelle
An der Gosheimer Ober- und Mittelmühle, die an der Staatsstraße von Wemding im Norden nach diesem Dorf liegen, erfährt der Bach dann starken Zufluss von der als Naturdenkmal ausgewiesene Schwalbquelle, einer auf etwa 440 m ü. NHN aufstoßenden Karstquelle am inneren strukturellen Kraterrand des Rieses. Das Quellwasser entspringt hier dem Malm δ. Zwei weitere Quellen liegen in unmittelbarer Nähe.

## Unterlauf
Die Schwalb fließt danach in weiter westlichen Lauf vorbei an der Unter-, Mathes-, Stadel-, Stoffel-, Pfleger-, Herber-, Haunzenmühle sowie der schon auf Alerheimer Gebiet liegenden Neumühle und den Anhäuserhöfen und kehrt sich dann nach Südwesten. Sie durchquert Bühl im Ries, tritt zuletzt auf die Heroldinger Teilgemarkung der Kleinstadt Harburg (Schwaben) über und mündet dann kurz vor dem südlichen Riesrand von links in die untere Wörnitz.

### Zuflüsse
- Argelsbach[6], von links und Osten unterhalb von Bühl im Ries entlang der Gemarkungsgrenze Alerheim/Harburg, ca. 4,5 km[7] auf dem den linken Oberlauf umfassenden Namenslauf und 6,0 km[8] mit dem längeren rechten Oberlauf Angergraben aus Gosheim sowie 10,2 km²[8]